# Oldenburgia
Oldenburgia je malý rod rostlin z čeledi hvězdnicovitých. Všichni jeho zástupci se vyskytují pouze v Kapské květenné říši v jižní Africe, kde rostou na skalách a v křovinaté vegetaci zvané fynbos.

## Popis

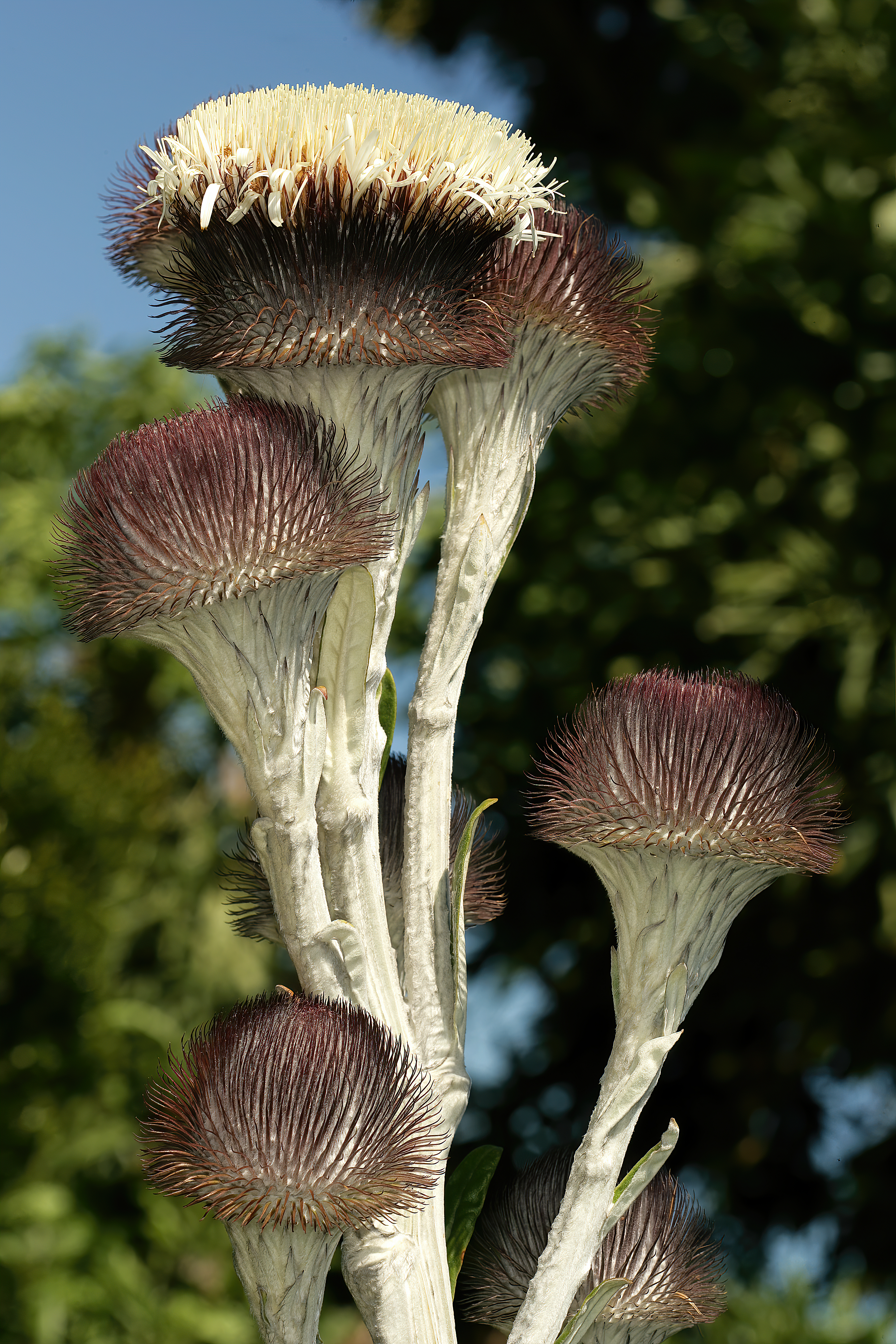
Oldenburgia grandis – detail úborů

Druhy rodu Oldenburgia rostou jako polštářovité zakrslé keře, velké keře nebo i malé stromy. Střídavé listy jsou často soustředěny na koncích větviček a mají pouze krátký řapík. Jednoduché, většinou tuhé a kožovité listové čepele jsou obvejčité až eliptické, zpeřeně žilkované a mají hladký, celistvý okraj. Horní strana listu je často holá a spodní strana často hustě chlupatá, stejně jako nově se vyvíjející listy.
Květy jsou uspořádány v úborech, které jsou buď jednotlivé, nebo sdružené po několika ve slabě rozvětvených složených květenstvích; u druhu Oldenburgia grandis mají úbory 10–13 cm v průměru. Zákrovních listenů je mnoho a vyrůstají v několika řadách; jsou kožovité, vejčité a bíle vlnaté, mají hladký okraj a špičatý horní konec. Lůžko úboru je ploché, bez plevek. Úbory obsahují mnoho (80 až 1000) květů, které jsou jako u jiných zástupců podčeledi bodlákové pouze trubkovité, pětičetné. Barvy jsou od bílé po krémovou nebo růžovohnědou. Okrajové květy jsou funkčně samičí a zygomorfní (souměrné), vnitřní jsou oboupohlavné a většinou pravidelně radiálně symetrické nebo vzácněji mírně zygomorfní. Pět tyčinek má prašníky srostlé v trubičku s dlouhými špičatými přívěsky. Pestík je zakončen dvěma velmi krátkými bliznami se zaoblenými horními konci, které jsou hladké až papilnaté; vzácně mají na horním konci špičaté chloupky.
Květy jsou opylovány včelami a ptactvem, například cukernatkou kapskou (Promerops cafer).
Plody jsou úzké elipsoidní až čárkovité nažky, žebernaté a bez chlupů až hustě chlupaté. Jejich chmýr se skládá z vousatých až zpeřených štětin. Nažky se šíří jako diaspory větrem.

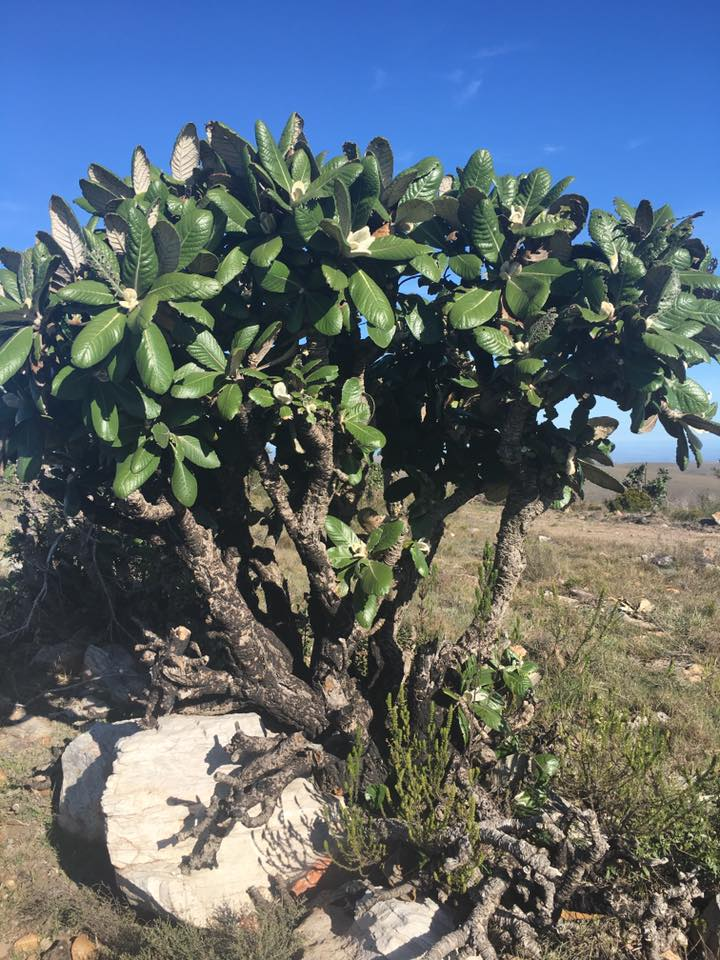
Oldenburgia grandis – celkový habitus

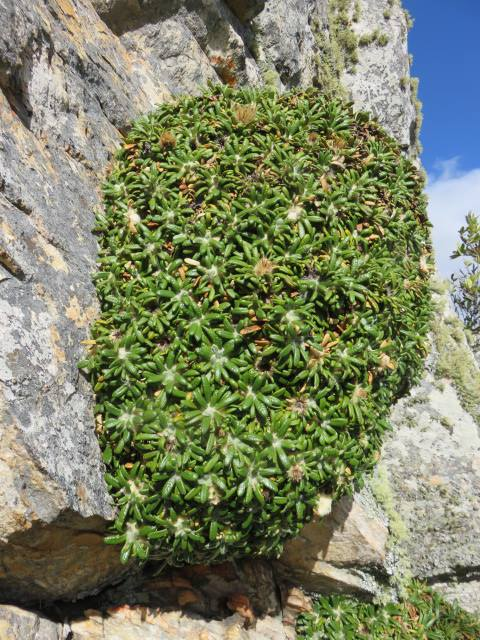
Oldenburgia paradoxa

## Systematika a zástupci
Oldenburgia je jediným rodem tribu Oldenburgieae v podčeledi bodlákové (Carduoideae) v rámci rozsáhlé čeledi hvězdnicovitých (Asteraceae). Typovým druhem je Oldenburgia paradoxa. Botanické rodové jméno Oldenburgia je poctou Švédovi Franzi Pehrovi Oldenburgovi (1740–1774), který v letech 1772–1773 sbíral rostliny v jižní Africe.
Do rodu Oldenburgia patří pouze čtyři druhy:
- Oldenburgia grandis – dlouhověký, pomalu rostoucí keř nebo malý strom výšky do 6 m s tlustou, korkovitou kůrou, kterému se daří na skalnatých stanovištích witteberských kvarcitů v pohoří Witteberg v tzv. kvarcitovém fynbosu. Jeho areál ve vnitrozemí Suurbergu se rozkládá od Port Elizabeth po Makhandu v provincii Východní Kapsko.
- Oldenburgia intermedia – byla popsána teprve v roce 1987 a vyskytuje se v okrese Tulbagh v Západním Kapsku.
- Oldenburgia papionum – vyskytuje se v oblasti Tulbagh v Západním Kapsku.
- Oldenburgia paradoxa – polštářovitý trpasličí keř s hustým vzrůstem, který se vyskytuje pouze v Západním Kapsku, kde porůstá zejména pískovcové skály

## Význam a využití
Ekonomický význam zástupci rodu nemají. Oldenburgia grandis může být potenciálně atraktivní okrasnou rostlinou vzhledem ke snadnému množení a odolnosti vůči suchu, v kultuře je však dosposud dostupná pouze výjimečně.